# Lista posiadaczy WWE European Championship
WWE European Championship było tytułem mistrzowskim profesjonalnego wrestlingu promowanym przez federację World Wrestling Entertainment (poprzednio World Wrestling Federation). Tytuł został stworzony 26 lutego 1997. Pierwszym mistrzem był The British Bulldog, który pokonał Owena Harta w finale turnieju. Tytuł został po raz pierwszy porzucony w 1999, kiedy to Shane McMahon ukrył mistrzostwo w torbie. Trzy miesiące później zostało ono odnalezione przez Mideona, który przywrócił tytuł i stał się jego kolejnym posiadaczem. Tytuł ostatecznie został zdezaktywowany 22 lipca 2002, kiedy to WWE Intercontinental Champion Rob Van Dam pokonał European Championa Jeffa Hardy’ego unifikując European i Intercontinental Championship, kontynuując życiorys tego drugiego. W historii było łącznie 27 mistrzów przy 37 różnych panowaniach.
WWE.com nie uznaje zwycięstwa Van Dama nad Jeffem Hardym o European Championship jako title match, jednakże na profilu RVD’ego i w oficjalnej encyklopedii WWE znajduje się wzmianka o jego panowaniu.

## Historia tytułu

### Nazwy
| Nazwa                     | Lata                   |
| ------------------------- | ---------------------- |
| WWF European Championship | Luty 1997 – Maj 2002   |
| WWE European Championship | Maj 2002 – Lipiec 2002 |

### Panowania
| Nr. | Mistrz              | Panowanie | Data                      | Dni | Miejsce             | Gala                        | Notki | Odn.                      |
| --- | ------------------- | --------- | ------------------------- | --- | ------------------- | --------------------------- | --- | ------------------------- |
| 1   | The British Bulldog | 1         | 26 lutego 1997(dts)       | 206 | Berlin, Niemcy      | Raw                         | Wyemitowano 3 marca. Pokonał Owena Harta w finale turnieju. | [ 2 ]                     |
| 2   | Shawn Michaels      | 1         | 20 września 1997(dts)     | 82  | Birmingham, Anglia  | One Night Only              | Po wygranej stał się pierwszym Grand Slam Championem. | [ 8 ]                     |
| 3   | Triple H            | 1         | 22 grudnia 1997(dts)      | 40  | Lowell, MA          | Raw                         | Wyemitowano 22 grudnia. Michaels dostał nakaz obrony tytułu przeciwko Helmsleyowi przez Komisarza WWF Sgt. Slaughtera. Michaels specjalnie przegrał ów pojedynek.                                  | [ 9 ]                     |
| 4   | Owen Hart           | 1         | 20 stycznia 1998(dts)     | 55  | Davis, CA           | Raw is War                  | Wyemitowano 26 stycznia. Pokonał The Artist Formerly Known As Goldust, który przebrał się za Triple H’a. Komisarz Slaughter wręczył tytuł Hartowi, gdyż uznał Goldusta jako zastępstwo Triple H’a. | [ 10 ]                    |
| 5   | Triple H            | 2         | 16 marca 1998(dts)        | 120 | Phoenix, AZ         | Raw is War                  | Wyemitowano 17 marca | [ 11 ]                    |
| 6   | D’Lo Brown          | 1         | 14 lipca 1998(dts)        | 63  | Binghamton, NY      | Raw is War                  | Wyemitowano 20 lipca. | [ 12 ]                    |
| 7   | X-Pac               | 1         | 15 września 1998(dts)     | 14  | Sacramento, CA      | Raw is War                  | Wyemitowano 21 września. | [ 13 ]                    |
| 8   | D’Lo Brown          | 2         | 29 września 1998(dts)     | 19  | East Lansing, MI    | Raw is War                  | Wyemitowano 5 października. | [ 14 ]                    |
| 9   | X-Pac               | 2         | 18 października 1998(dts) | 120 | Rosemont, IL        | Judgment Day: In Your House | | [ 15 ]                    |
| 10  | Shane McMahon       | 1         | 15 lutego 1999(dts)       | 43  | Birmingham, AL      | Raw is War                  | Pokonał X-Paca w Tag Team matchu Shane McMahon i Kane vs. Triple H i X-Pac. | [ 3 ]                     |
| —   | Zdezaktywowany      | —         | 30 marca 1999(dts)        | —   | Uniondale, NY       | Sunday Night Heat           | McMahon "przeszedł na emeryturę jako mistrz". Wyemitowano 4 kwietnia. | [ 3 ]                     |
| 11  | Mideon              | 1         | 21 czerwca 1999(dts)      | 34  | Memphis, TN         | Raw is War                  | Shane McMahon dał Mideonowi tytuł po tym jak znalazł go w torbie należącej do Shane’a. | [ 4 ]                     |
| 12  | D’Lo Brown          | 3         | 25 lipca 1999(dts)        | 28  | Buffalo, NY         | Fully Loaded                | Stał się pierwszym wrestlerem posiadającym European i Intercontinental Championship w jednym czasie.                                                                                               | [ 16 ]                    |
| 13  | Jeff Jarrett        | 1         | 22 sierpnia 1999(dts)     | 1   | Minneapolis, MN     | SummerSlam                  | Na szali był również Intercontinental Championship Browna. | [ 17 ]                    |
| 14  | Mark Henry          | 1         | 23 sierpnia 1999(dts)     | 34  | Ames, IA            | Raw is War                  | Jarrett podarował tytuł Henry’emu jako prezent za asystowanie Jarrettowi przy pokonywaniu D’Lo Browna na SummerSlam.                                                                               | [ 18 ]                    |
| 15  | D’Lo Brown          | 4         | 26 września 1999(dts)     | 30  | Charlotte, NC       | Unforgiven                  | | [ 19 ]                    |
| 16  | The British Bulldog | 2         | 26 października 1999(dts) | 47  | Springfield, MA     | SmackDown                   | Wyemitowano 28 października. | [ 20 ]                    |
| 17  | Val Venis           | 1         | 12 grudnia 1999(dts)      | 58  | Sunrise, FL         | Armageddon                  | Był to Triple Threat match, w którym brał również udział D’Lo Brown. | [ 21 ]                    |
| 18  | Kurt Angle          | 1         | 8 lutego 2000(dts)        | 54  | Austin, TX          | SmackDown                   | Wyemitowano 10 lutego. | [ 22 ]                    |
| 19  | Chris Jericho       | 1         | 2 kwietnia 2000(dts)      | 1   | Anaheim, CA         | WrestleMania 2000           | Zdobył drugie przypięcie w two fall Triple Threat matchu przeciwko Angle’owi i Chrisie Benoit (pierwszy pin był o Intercontinental Championship); przypiął Benoit, zdobywając mistrzostwo.         | [ 23 ]                    |
| 20  | Eddie Guerrero      | 1         | 3 kwietnia 2000(dts)      | 111 | Los Angeles, CA     | Raw is War                  | | [ 24 ]                    |
| 21  | Perry Saturn        | 1         | 23 lipca 2000(dts)        | 37  | Dallas, TX          | Fully Loaded                | | [ 25 ]                    |
| 22  | Al Snow             | 1         | 29 sierpnia 2000(dts)     | 48  | Fayetteville, NC    | SmackDown!                  | Wyemitowano 31 sierpnia. | [ 26 ]                    |
| 23  | William Regal       | 1         | 16 października 2000(dts) | 47  | Detroit, MI         | Raw is War                  | | [ 27 ]                    |
| 24  | Crash Holly         | 1         | 2 grudnia 2000(dts)       | 2   | Sheffield, Anglia   | Rebellion                   | | [ 28 ]                    |
| 25  | William Regal       | 2         | 4 grudnia 2000(dts)       | 49  | East Rutherford, NJ | Raw is War                  | | [ 29 ]                    |
| 26  | Test                | 1         | 22 stycznia 2001(dts)     | 69  | Lafayette, LA       | Raw is War                  | | [ 30 ]                    |
| 27  | Eddie Guerrero      | 2         | 1 kwietnia 2001(dts)      | 23  | Houston, TX         | WrestleMania X-Seven        | | [ 31 ]                    |
| 28  | Matt Hardy          | 1         | 24 kwietnia 2001(dts)     | 125 | Denver, CO          | SmackDown                   | Wyemitowano 26 kwietnia. | [ 32 ]                    |
| 29  | The Hurricane       | 1         | 27 sierpnia 2001(dts)     | 56  | Grand Rapids, MI    | Raw                         | | [ 33 ]                    |
| 30  | Bradshaw            | 1         | 22 października 2001(dts) | 8   | Kansas City, MO     | Raw                         | | [ 34 ]                    |
| 31  | Christian           | 1         | 30 października 2001(dts) | 91  | Cincinnati, OH      | SmackDown                   | Wyemitowano 1 listopada. | [ 35 ]                    |
| 32  | Diamond Dallas Page | 1         | 29 stycznia 2002(dts)     | 49  | Norfolk, VA         | SmackDown                   | Wyemitowano 31 stycznia. | [ 36 ]                    |
| 33  | William Regal       | 3         | 19 marca 2002(dts)        | 20  | Ottawa, ON          | SmackDown                   | Wyemitowano 21 marca. Tytuł stał się ekskluzywny dla Raw, kiedy to Regal został przeniesiony do brandu Raw 26 marca 2002.                                                                          | [ 37 ]                    |
| 34  | Spike Dudley        | 1         | 8 kwietnia 2002(dts)      | 28  | Phoenix, AZ         | Raw                         | Nazwa tytułu została zmieniona na WWE European Championship w dniu 5 maja 2002. | [ 38 ] [ 39 ]             |
| 35  | William Regal       | 4         | 6 maja 2002(dts)          | 63  | Hartford, CT        | Raw                         | | [ 40 ]                    |
| 36  | Jeff Hardy          | 1         | 8 lipca 2002(dts)         | 14  | Filadelfia, PA      | Raw                         | | [ 5 ]                     |
| 37  | Rob Van Dam         | 1         | 22 lipca 2002(dts)        | <1  | Grand Rapids, MI    | Raw                         | Był to Ladder match unifikujący European i Intercontinental Championship. | [ 6 ] [ 7 ] [ 41 ]        |
| —   | Zunifikowany        | —         | 22 lipca 2002(dts)        | —   | Grand Rapids, MI    | Raw                         | Rob Van Dam zunifikował European i Intercontinental Championship, kontynuując żywot tego drugiego.                                                                                                 | [ 5 ] [ 6 ] [ 41 ] [ 42 ] |

## Łączna ilość posiadań
| Miejsce | Mistrz              | Ilość panowań | Łączna ilość dni |
| ------- | ------------------- | ------------- | ---------------- |
| 1       | The British Bulldog | 2             | 253              |
| 2       | William Regal       | 4             | 179              |
| 3       | Triple H            | 2             | 160              |
| 4       | D’Lo Brown          | 4             | 140              |
| 5       | Eddie Guerrero      | 2             | 134              |
| 5       | X-Pac               | 2             | 134              |
| 7       | Matt Hardy          | 1             | 125              |
| 8       | Christian           | 1             | 91               |
| 9       | Shawn Michaels      | 1             | 82               |
| 10      | Test                | 1             | 69               |
| 11      | Val Venis           | 1             | 58               |
| 12      | The Hurricane       | 1             | 56               |
| 13      | Owen Hart           | 1             | 55               |
| 14      | Kurt Angle          | 1             | 54               |
| 15      | Diamond Dallas Page | 1             | 49               |
| 16      | Al Snow             | 1             | 48               |
| 17      | Shane McMahon       | 1             | 43               |
| 18      | Perry Saturn        | 1             | 37               |
| 19      | Mideon              | 1             | 34               |
| 19      | Mark Henry          | 1             | 34               |
| 21      | Spike Dudley        | 1             | 28               |
| 22      | Jeff Hardy          | 1             | 14               |
| 23      | Bradshaw            | 1             | 8                |
| 24      | Crash Holly         | 1             | 2                |
| 25      | Jeff Jarrett        | 1             | 1                |
| 25      | Chris Jericho       | 1             | 1                |
| 27      | Rob Van Dam         | 1             | <1               |